# Artemotil
Artemotil (denumit și β-arteeter) este un medicament antimalaric, utilizat în tratamentul malariei clorochino-rezistente. Face parte din clasa derivaților de artemisinină.